# Gerendás
Gerendás is een plaats (község) en gemeente in het Hongaarse comitaat Békés. Gerendás telt 1576 inwoners (2002).